# 賦權
賦權（英語：Empowerment），也譯為賦能、充權、充能、授能、培力等，有不同的定義解釋。根據社區心理學家（如Rappaport,1987；Rappaport,1992；Perkins & Zimmerman,1995）的一般說法，賦權乃是個人、組織與社區藉由一種學習、參與、合作等過程或機制，使獲得掌控自己本身相關事務的力量，以提昇個人生活、組織功能與社區生活品質。根據研究顯示，覺察的控制感是非常重要的，它可以減少心理壓力，能預測正向的健康行為，並與促進社會行動及政治參與有關。赋权的思想有着悠久的历史，可以追溯到18世纪的英国互助协会和19世纪美国的定居运动等。赋权理论在社会工作中相对较新，借鉴了其他社会科学学科的知识，强调个人和环境之间的相互影响和相互依赖。赋权的基本假设有四个，分别是：（1）压迫是一种基于结构的现象，影响个人和社区；（2）人们和社区有解决问题的力量和资源，能够抵抗制度化的压迫；（3）赋权涉及关注个人和环境的相互作用；（4）赋权是一个过程和一个结果。
賦權是一個範圍較廣泛的過程，其中含有公民參與、協同合作、社群意識等概念。

## 賦權的重要價值
- 許多社會問題的存在，乃是起源於資源分配不均，這些無法獲得資源的人最好是透過互相、幫助別人或自己努力去爭取他們應得的權利，而不是讓社福機構或慈善團體來滿足其需求。[2]
- 賦權觀點是以「健康促進」取代傳統的修復問題，以「發掘優勢」取代傳統的將危險因子收集成冊，以尋找「環境影響」取代傳統的責備受害者。[2]

## 賦權的重要特性
賦權有以下的重要特性：
- 具有多層次（個人、團體、組織及社區）與多面向（人際、社會、行為、組織及社區）的構念
- 涉入由下而上（bottom-up）的改變
- 在不同脈絡下的情況亦有差異
- 發生在一個集體脈絡（collective context）之中
- 是一段進程而非處於一個穩定狀態

## 賦權的過程與結果
賦權的過程與結果如下：
| 層次 | 過程（empowering）                                 | 結果（empowered）                              |
| ---- | -------------------------------------------------- | ---------------------------------------------- |
| 個人 | 學習決策技巧 運用與管理資源 與他人合作共同完成目標 | 控制感 批判意識（對社會政治環境） 參與行為     |
| 組織 | 參與決策的機會 分擔責任 共享領導                   | 有效地爭取資源 與其他組織形成網絡連結 政策影響 |
| 社區 | 取得資源 開放政府的架構 對多元性的寬容             | 組織結盟 多元領導 居民的參與技巧               |

## 專業者的賦權角色
專業者的賦權角色有以下特點：
- 在賦權的過程中，專業者扮演的角色是合作者（collaborator）與促進者（facilitator），而不是專家（expert）與諮商師（counselor）。
- 一位協同合作的專業者應學習有關賦權對象（亦稱參與者）的文化、世界觀與其生命奮鬥過程，並與其一起努力而不只是鼓吹他們去做。
- 專業者的技巧、利益或計畫等不應強加在社區，而是成為社區的資源之一。
- 專業者要介入什麼，應視當地人文的特殊性而定，而不是事先就決定要做什麼，並且將其套在所有的情況。
- 雖然人際測量與評估技術是需要的，但要考量如何地進行（在哪裡、對象有誰），而專業者不能自動就假定是像在醫療院所裡心理治療師對病患個案一樣的操作方法。

## 延伸閱讀
- Riger, Stephanie. . American Journal of Community Psychology. 1994, 27(3): 279–292.
- Zimmerman, Marc A.; Julian Rappaport. . American Journal of Community Psychology. 1988, 16(5): 725–750.

## 外部連結
- 台灣社區心理學資訊網